# Лопатин, Алексей Степанович
Алексей Степанович Лопатин (1870 — ?) — крестьянин, депутат Государственной думы II созыва от Харьковской губернии.

## Биография

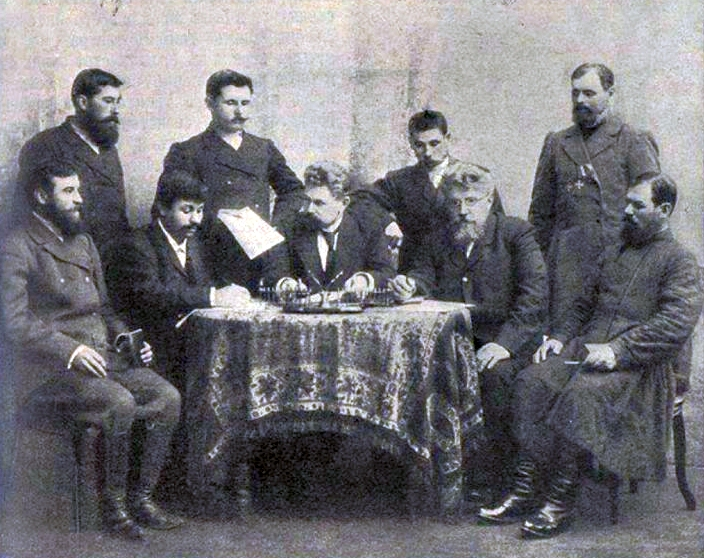
Члены Государственной Думы II созыва от Харкьковской губернии. Сидят: А. С. Лопатин, П. М. Рыбальченко, Н. Н. Познанский, М. К. Попов, Т. Н. Яровой; стоят: И. П. Литвинов, Ф. К. Васютин, И. С. Пелипенко, М. И. Деревянко

Крестьянин слободы Ново-Белинская Старобельского уезда Харьковской губернии. Окончил народное училище. Вёл небольшую торговлю. Занимался земледелием на наделе площадью 5 десятин.
6 февраля 1907 года избран в Государственную думу II созыва от съезда уполномоченных от волостей Харьковской губернии. Вошёл в состав Трудовой группы и фракции Крестьянского союза. Его выступления в Думе неизвестны, в работе думских комиссий участия не принимал.
Дальнейшая судьба и дата смерти неизвестны.

### Архивы
- Российский Государственный исторический архив. Фонд 1278. Опись 1 (2-й созыв). Дело 247.